# Дем'янчук Вікторія Олександрівна
Дем'янчу́к Вікто́рія Олекса́ндрівна (нар. 18 квітня 1970, Кіровоград) — депутат ВР України, член фракції КПУ (з листопада 2007), секретар Комітету з питань культури і духовності (з грудня 2007).

## Життєпис
Народилась 18 квітня 1970 (м. Кіровоград).
Освіта: Миколаївський державний педагогічний інститут (1995), спеціальність «Математика та інформатика».
1987–1998 — старша піонервожата, педагог-організатор Кіровоградської середньої школи № 16.
1998–2007 — методист Кіровоградського обласного Центру дитячої та юнацької творчості.

## Депутатська діяльність
Народний депутат України 6-го скликання з листопада 2007 по грудень 2012 від КПУ, № 26 в списку. На час виборів: перший секретар Кіровоградського обласного комітету КПУ, член КПУ.
Березень 2006 — кандидат в народні депутати України від КПУ, № 255 в списку. На час виборів: методист Центру дитячо-юнацької творчості, член КПУ, проживає в м. Кіровограді.
10 серпня 2012 року у другому читанні проголосував за Закон України «Про засади державної мовної політики», який суперечить Конституції України, не має фінансово-економічного обґрунтування і спрямований на знищення української мови. Закон було прийнято із порушеннями регламенту.